# Mudança de paradigma
Uma mudança de paradigma é uma expressão utilizada por Thomas Kuhn no seu livro Estrutura das Revoluções Científicas (1962) para descrever uma mudança nas concepções básicas, ou paradigmas, dentro da teoria científica dominante. É uma ideia em contraste com a de ciência normal.
De acordo com Kuhn, "um paradigma é o que os membros de uma comunidade científica, e apenas eles, partilham" (The Essential Tension, 1977). Diferentemente de um cientista normal, Kuhn dizia que "um estudante das humanidades tem de modo constante perante ele um número de soluções incomensuráveis e em competição; soluções essas que deve, em última instância, analisar por ele próprio (The Structure of Scientific Revolutions). Quando um mudança de paradigma se completa, um cientista não pode, por exemplo, rejeitar a teoria germinal das doenças para, colocar a possibilidade de que o miasma cause doenças, ou ,rejeitar a óptica e física modernas para indicar que o éter é o meio propagador de luz. Em contraste, um crítico nas humanidades pode escolher um conjunto de ideias ou explicações, que podem estar mais ou menos na moda durante um determinado período, mas que são elas todas legítimas.
Desde a década de 1960, o termo tem também sido utilizado em contextos não científicos para descrever uma mudança profunda num modelo fundamental ou na percepção de eventos, apesar de Kuhn tê-lo restringido às ciências duras.